# نانا لي
نانا لي (بالإندونيسية: Nana Lee)‏ هي مغنية وكاتبة أغاني وممثلة إندونيسية، ولدت في 29 يناير 1985 في جاكرتا في إندونيسيا.

## وصلات خارجية
- نانا لي على موقع ميوزك برينز (الإنجليزية)